# Shusuke Sakamoto
Shusuke Sakamoto (坂本 修佑 Sakamoto Shusuke?), född 22 mars 1993 i Osaka prefektur, är en japansk fotbollsspelare.
Sakamoto började sin karriär 2015 i Nara Club. Han spelade 44 ligamatcher för klubben. 2018 flyttade han till Azul Claro Numazu.